# Никола Потић
Никола Потић (Београд, Република Србија, 7. јануар 1994) је српски рукометаш. Поникао у београдском клубу СКБГ, у коме је почео да тренира 2003, од 2009. до 2013. је играч РК Партизан, затим је од јануара 2014. до јануара 2015. године члан словеначког клуба МРК Крка из Новог Места. Од јануара 2015. играч је шпанског клуба Хуанферса из Хихона, а по завршетку сезоне 2014/2015. потписао је уговор са андалузијским клубом Анхел Хименезом из Пуенте Хенила, а за РК из Кангаса - Club Balonmano Cangas потписао је двогодишњи уговор од 2016/2017.
Из ППД Загреба у коме је требало да започне сезону 2018/2019, одлази у Немачку, 2. Handball-Bundesliga, у  VfL Lübeck-Schwartau из Либека.

## Спортска биографија
Каријеру је започео у београдском рукометном клубу СКБГ, 2003. године. Веома рано, са петнаест година, потписао је свој први професионални уговор – 2009. године. Од тада до октобра 2013. био је члан РК Партизан с којим је освојио многе награде и признања, појединачне и клупске. Добитник је престижне награде Милан Гале Мушкатировић као посебно талентован млади спортиста ЈСД Партизан. Учесник је Челенџ купа 2010/2011 и Лиге шампиона 2011/2012 (као један од најмлађих играча икада) и 2012/2013, и квалификација за Лигу шампиона 2013/2014 као и учесник СЕХА лиге 2013/2014. Од јануара 2014. до јануара 2015. био је члан МРК Крка из Новог Места (Словенија). Од јануара 2015. до краја сезоне био је члан шпанског клуба Хуанферса из Хихона који се такмичи у највишој шпанској Лиги АСОБАЛ. Од септембра 2015. игра за Ангел Хименез П. Хенил из места Пуенте Хенил у Андалузији (Шпанија), а за галицијски тим Кангас Club Balonmano Cangas потписао је двогодишњи уговор од 2016/2017. Двогодишњи уговор завршава као једанаести стрелац Лиге АСОБАЛ. У мају 2018. потписао је трогодишњи уговор са РК Загребом, успешним загребачким рукометним клубом; не заигравши за клуб, наставља даље, у Немачку, у 2. Handball-Bundesliga-у, у VfL Lübeck-Schwartau из Либека.
Био је стандардан кадетски репрезентативац Србије (са пионирском репрезентацијом освојио је треће место на Олимпијади младих ЕЈОФ – Турска 2011, са кадетском је учествовао на европском првенству у Аустрији 2012, и светском првенству у Мађарској 2013). У јуну 2018. са сениорском репрезентацијом Србије учествује у квлификацијама за светско првенство 2019. у Данској/Немачкој, у утакмици против Португала у Нишу.

## Награде, признања и учешћа

### Клупска и репрезентативна
- 2008. Освајач Купа Србије – РК Партизан
- 2010/2011. Победник Супер-лиге Србије – РК Партизан
- 2011. Победник Супер купа, РК Партизан
- 2011. ЕЈОФ – Олимпијада младих Трабзон (Турска) – бронзана медаља, пионирска репрезентација Србије
- 2011/2012. Победник Супер-лиге Србије – РК Партизан
- 2011/2012 Учесник Лиге шампиона, РК Партизан
- 2012. Освајач Купа РСС за мушкарце – РК Партизан
- 2012. Учесник Европског рукометног првенства за кадете у Аустрији, Кадетска репрезентација Србије
- 2012/2013. Учесник Лиге шампиона, РК Партизан
- 2013. Учесник Светског рукометног првенства за младе у Мађарској, Кадетска репрезентација Србије
- 2013/2014. Учесник Сеха лиге, РК Партизан
- 2013/2014. Учесник квалификација за Лигу шампиона, РК Партизан
- 2018/2019. Пласман на светско првенство 2019. у Немачкој/Данској, Сениорска репрезентација Србије

### Лична
- 2009. Трофеј Београда – најбољи играч
- 2007/2008. Отворено првенство Србије – најбољи десни бек
- 2009/2010. Лига млађих категорија (млађи кадети) – најбољи десни бек
- 2010. Меморијални трофеј Миленко Стојаковић – најбољи играч новогодишњег рукометног турнира
- 2010. Трофеј Београда – најбољи десни бек и најбољи играч
- 2010. Звездин новогодишњи турнир – најбољи играч
- 2010. Награда Милан Мушкатировић као посебно талентован млади спортиста ЈСД Партизан
- 2011. Најуспешнији пионир – за изузетан допринос развоју СД Партизан
- 2011. Првенство Србије до 17 година – најбољи играч